# Supremo Comitato Arabo
Il Supremo Comitato Arabo (in arabo  ﺍﻟﻠﺠﻨـة ﺍﻟﻌﺮﺒﻴـة ﺍﻟﻌﻠﻴـة ‎?, al-Lajna al-ʿarabiyya al-ʿulyā è stato l'organo politico centrale della comunità araba di Palestina e «il solo rappresentante di tutti gli Arabi di Palestina».

## Storia
Fu fondato nel 1936 durante la grande rivolta araba del 1936-1939 in Palestina. 
Il Presidente del comitato era il Gran mufti Muḥammad Amīn al-Ḥusaynī che lo dirigeva dal Cairo, dove s'era insediato con l'appoggio egiziano. Comprendeva anche Rāghib al-Nashashibī, del Partito della Difesa Nazionale ( Ḥizb al-difāʿ al-waṭanī ), Jamāl al-Ḥusaynī, del Partito Arabo Palestinese ( Ḥizb al-ʿArabī al-Filasṭīnī }, Yaʿqūb al-Ghusayn, ʿAbd al-Laṭīf Ṣalāḥ, del Blocco nazionale ( Ḥizb al kutla al-waṭaniyya ), Husayn al-Khalīdī, del Partito della Riforma (Ḥizb al-iṣlāḥ ) e ʿAwni ʿAbd al-Hādī, dirigente del Partito dell'Indipendenza (Ḥizb al-Istiqlāl ) che ne era anche il Segretario Generale. Il Muftī cercava di far fallire le ambizioni della Transgiordania sulla Palestina.
Il Supremo Comitato Arabo fu dichiarato fuorilegge dai britannici nel 1937.
Nell'aprile del 1946, i suoi componenti erano: Jamāl al-Husaynī, Tawfīq al-Ḥusaynī, Yūsuf Sahyūn, Kāmil al-Dajānī, Emile al-Ghūrī, Rafīq al-Tamīmī e Anwar al-Khaṭīb (tutti membri, o affiliati, del Partito Arabo Palestinese), il dott. ʿIzzat Tannūs (un medico cristiano indipendente); Antone Aṭāllāh (membro della comunità greco-ortodossa); Ahmad Shuqayrī (nazionalista arabo, avvocato ad Acri); Sāmī Ṭāhā e il dott. Yūsuf Haykal (sindaco di Giaffa, politicamente indipendente).
A metà del 1946, i componenti furono ristretti a Amīn al-Ḥusaynī, al-Khalīdī, Ḥilmī Pāshā e al-Ghūrī, ma, all'inizio del 1947, il Supremo Comitato Arabo fu integrato da Ḥasan Abū Sa'ūd, Isḥāq Darwīsh al-Ḥusaynī, ʿIzzat Darwaza, Rafīq al-Tamīmī e Muʿīn al-Mādī, tutti partigiani di Amīn al-Husaynī.
Il 23 settembre 1948, il Supremo Comitato Arabo si riunì a Gaza e proclamò la formazione del governo arabo di tutta la Palestina. Qualche giorno dopo, un'Assemblea costituente si riunì ed elesse il Mufti Amīn al-Ḥusaynī presidente e prese il nome di Consiglio Nazionale Palestinese. L'Assemblea votò ugualmente una Costituzione provvisoria.
Durante le trattative delle Nazioni Unite per dare attuazione al Piano di partizione della Palestina, il Supremo Comitato Arabo rifiutò ogni cooperazione con l'ONU, considerando che «i diritti naturali degli arabi di Palestina sono evidenti e non possono continuare ad essere oggetto di trattative»: cosa che numerosi studiosi considerano essere stato un grave errore tattico.